# Gust Van Steenwegen
Gust Van Steenwegen (Antwerpen, 11 februari 1905 – aldaar, 16 april 1986) was een Vlaams expressionistische kunstschilder en tekenaar actief in Gent.

## Biografie
In de Eerste Wereldoorlog kreeg hij privéles tekenen van Gerard van der Heyden in Breda en in 1923 volgde hij tekenlessen bij Albert Geudens in Brussel. Wat betreft de schilderkunst was hij een autodidact.
Hij was lid van de Antwerpse kunstkringen Moderne Kunst en Kunst van Heden en nam deel aan de tentoonstellingen georganiseerd door de Cercle Artistique van Antwerpen. Samen met Jan De Schutter en Jack Godderis stichtte hij Het Vrije Atelier in Antwerpen en gaf er ook les.
Hij exposeerde samen met Jack Godderis in Ronse in december 1954.
Gust Van Steenwegen schilderde landschappen, marines, bloemen en stillevens. Hij beoefende ook de achterglasschildering.